# 天狗攫い

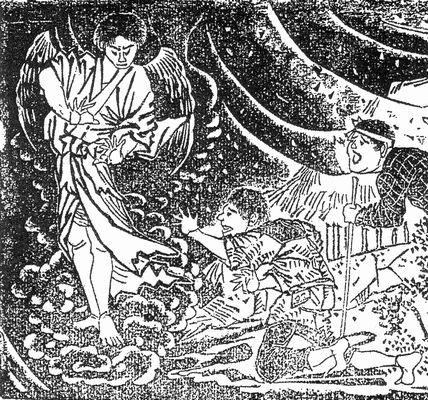
『西京新聞』より、兵庫県で起きたとされる天狗攫い

天狗攫い（てんぐさらい）は、神隠しの内、天狗が原因で子供が行方不明となる事象をいう。天狗隠し（てんぐかくし）ともいう。

## 概要
江戸時代において、子供が消息を絶つ原因は天狗とされていた。天狗が子供をさらい、数ヶ月から数年の後に元の家へ帰しておくのである。
天狗攫いから戻って来た子供は、天狗と一緒に空を飛んで日本各地の名所を見物させてもらった、などと話す。到底信じがたいことではあるが、当時としては実際にその場所へ行かなければわからないようなことをその子供が喋ったりするので、その子の言い分を信じるよりほかないということになる。また、天狗から様々な知識や術を教わったとする子供もいたという。
また長野県などでは、天狗にさらわれるという噂のある場所では「鯖食った、鯖食った」と唱えるとその難を逃れるといわれた。これは天狗が鯖を嫌いなためであるらしい。ほかの地方でも誰かが山で行方不明になった際、「鯖食った＊＊（名前）」と呼ぶと戻ってきたという話がある。
天狗攫いでよく知られているのは、天狗小僧の異名をとる文政年間の江戸の少年・寅吉である。彼は7歳のとき天狗攫いに遭い、数年後の文政3年（1820年）に江戸に戻って来て人々を驚かせ、自身の異界での体験談をもって国学者・平田篤胤の著書『仙境異聞』の執筆に協力した。詳細は平田篤胤の項を参照。

## 隠れ蓑笠との関連
ある若者が、木筒の穴をのぞき、「江戸が見える、大阪が見える」と言って、天狗の興味を惹き、騙された天狗が隠れ蓑笠（この蓑をまとうと姿が見えなくなり、燃えた灰にも効力がある）とただの木筒を取りかえる話があるが、これは化け蟹にも見られる「化け物問答」と呼ばれる型の民話の一種である。つまり、問題が解けなければ、妖怪に食べられてしまうという内容である。天狗の蓑笠を騙し取った若者も、怠けて酒を飲むために用いたことからも分かる通り、子供っぽく描かれている。また、秋田県の鬼であるナマハゲにも見られるように、蓑を身にまとった存在とは、古来、常世からの来訪者を意味していた。これらのことから、蓑をまとった天狗と問答をするくだりは、神隠しとも関連性があるテーマであるとされる。

## 天狗攫いと男色
人見蕉雨の『黒甜瑣語』（1795年）には、当時神隠しに遭って帰ってきた少年や男たちは「天狗の情朗」と呼ばれていたとある。情朗は「陰間」とも呼ばれ、神隠しの犠牲者は邪な性的欲求の犠牲者と認識されていた。この認識は広く浸透していたようで、平田篤胤も門人を介して寅吉に、天狗の世界では男色は行われていなかったかと質問したところ、寅吉は「ほかの天狗の山はいざ知らず自分が修行した山では男色の風などなかった」と返答している。柳田國男は『天狗の話』のなかで、天狗攫いは実際には悪質な修験者や「山の民」が、性的欲求を満たすために人里で美少年を拉致していたものだと推測している。